# 3909 Gladys
3909 Gladys (1988 JD1) là một tiểu hành tinh vành đai chính được phát hiện ngày 15 tháng 5 năm 1988 bởi Zeigler, K. W. ở Flagstaff (AM).